# Derrota (náutica)
En náutica, la derrota es el camino que debe hacer la nave y el que en efecto hace, ya sea por uno o por distintos rumbos, para trasladarse de unos puertos a otros. Recibe también el nombre de derrotero o rumbo.

## Expresiones relacionadas
- Derrota compuesta: la que consta de varios rumbos o se ha formado navegando en varias direcciones
- Dar la derrota: decidir y determinar la dirección o direcciones que han de seguirse en algún viaje o comisión.
- Llevar la derrota: estar hecho cargo de dirigir y llevar el diario de la que haya de seguirse, en el viaje o comisión.
- Meter o ponerse en derrota: seguir el rumbo que conviene.
- Hacer derrota: lo propio que navegar a rumbo.
- Navegar por derrota y altura: dirigir la derrota del buque combinando la estima con la observación.